# Xipotheca canescens
Xipotheca canescens là một loài thực vật có hoa trong họ Đậu. Loài này được (Thunb.) A.L.Schutte & B.-E.van miêu tả khoa học đầu tiên.